# ウロンゴン
ウロンゴン、またはウーロンゴン（Wollongong, 英語発音: [ˈwʊləŋɡɒŋ] WUUL-ləng-gong, ウォロンゴンと表記されることもある）は、オーストラリア大陸南東部沿岸、タスマン海に面する港湾都市。ニューサウスウェールズ州に属し、シドニーの南方70キロメートルに位置する。人口は約30万人で、ニューカッスルに次ぐ同州第3の規模の都市である。

## 概要
ウロンゴンの都市圏は、北はスカボローから南はシェルハーバーまでにかけて広がっている。東はタスマン海に面し、西にはイラワラ絶壁が聳え立つことから、都市圏は南北に細長い。3つの地方公共団体（ シティ・オブ・ウロンゴン、シティ・オブ・シェルハーバー、ミュニシパリティ・オブ・キアマ）にまたがる。
シドニーからは、シティレール・イースタン・サバーブ・アンド・イラワラ線が海岸線に沿って延びている。
ウロンゴンの名前は「五つの島（five islands）」を意味するアボリジニの言葉「woolyungah」に由来すると信じられているが、別の説明を行おうとする試みもあり「海の音（sound of the sea）」、「魚の大祭（great feast of fish）」、「水辺に近い固い土地（hard ground near water）」、「海の歌（song of the sea）」、「波の音（sound of the waves）」、「多くの蛇（many snakes）」といった意味の言葉に由来するとの説もある。

## 産業
主要な産業は製鉄（ブルースコープ・スチール）、漁業、教育（ウーロンゴン大学）、およびその関連産業である。観光、風力発電、住宅建設など産業構成の多様化を図っている。

## 交通
大陸周回道路である国道1号線を構成するプリンセスハイウェイが通る。
鉄道はシティレール#サウス・コースト・ラインとその支線がシドニーおよびナウラと結ぶ。
民営路線バスがウロンゴン駅を中心として運行する。

## 教育機関
ウーロンゴン大学とTAFEのen:Illawarra Institute of Technologyがある。

## スポーツ
全国トップリーグに参戦しているのは、
- ラグビーリーグ NRL: セントジョージ・イラワラ・ドラゴンズ
- バスケットボール NBL: イラワラ・ホークス

である。
古くは鉄鋼の街として栄えたことから、東欧や南欧からの移民も多く、その関係でサッカーが盛んな地域としても知られている。1980年に設立されたウーロンゴン・ウルブスは、オーストラリアン・ナショナルサッカーリーグ（Aリーグの前身）に参加するプロチームとして存在し、2000年、2001年には国内リーグ優勝、また2001年のオセアニア・チャンピオンとなるほどの強豪チームであった。2005年にスタートしたAリーグには参加せず、現在はセミプロリーグであるナショナル・プレミアリーグズ（NSW）に所属している。

## 姉妹都市
- 竜岩市、中華人民共和国
- 川崎市、日本
- オフリド、マケドニア共和国